# صيدلية العالم الموازي
صيدلية العالم الموازي هي سلسلة روايات خفيفة يابانية من تأليف ليز تاكاياما صدرت في يوليا 2015 وتم تحويلها لمانغا صدرت في نوفمبر 2016 ومسلسل أنمي من إنتاج استوديو ديوميديا صدر في يوليو 2022.